# Jan Iwanowicz Szujski
Jan (Janusz) Iwanowicz Szujski herbu Pogoń Ruska (zm. 3 lutego 1610 roku) – kniaź, marszałek Sejmu 1600 roku, rewizor starostwa brześciańskiego, surogator brzeski w 1592 roku, podkomorzy brzeskolitewski w 1596 roku.
Poseł województwa brzeskolitewskiego na sejm 1600 roku.
Był wyznawcą prawosławia.